# デヴィッド・クロスビー
デヴィッド・クロスビー（David Crosby、本名：David Van Cortlandt Crosby、1941年8月14日 - 2023年1月18日）は、アメリカ合衆国出身のミュージシャン、シンガーソングライター。
バーズ、クロスビー・スティルス・ナッシュ & ヤング（通称：CSN&Y）といった1960年代から1970年代を代表するロックバンドに在籍した。「Q誌の選ぶ歴史上最も偉大な100人のシンガー」において第99位。

## 経歴
カリフォルニア州ロサンゼルス出身。父は『真昼の決闘』などハリウッドで多くの作品の撮影監督として活躍し、1930年にはアカデミー撮影賞も受賞したフロイド・クロスビーである。クロスビーはカーピンテリアのケイト・スクールを卒業後、サンタバーバラシティカレッジに入学。

### 1960年代

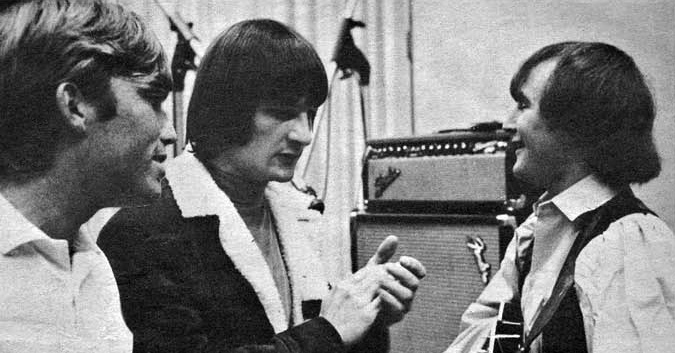
ザ・バーズ時代 - 右クロスビー,中ジーン・クラーク、左プロデューサーのテリー・メルチャー (1965年)

1960年代初頭にシカゴのコーヒークラブでフォークシンガーとして出演するようになったクロスビーは、後にテリー・キャリアーと親しくなる。フォークブームが訪れると2人でニューヨークのグリニッジ・ビレッジに移ってデュオとしてデビューや録音の機会を探したが、かなわなかったという。そのままニューヨークに残ったクロスビーは日本でも再評価されているレス・バクスターのグループ、「レス・バクスターズ・バラディアーズ」に一時在籍（兄のイーサン・クロスビーが当時メンバーであった）し、シングルを数枚レコーディングしたほか、ソロ・シングルをいくつか発表したものの、大きな成果は得られなかった。シカゴに戻ったクロスビーはキャリアーの仲介でロジャー・マッギンに出会う。1965年にジーン・クラーク、クリス・ヒルマン、マイケル・クラークを加えて「バーズ」を結成。
バーズは、「ミスター・タンブリン・マン」等のヒットにより、一躍1960年代のアメリカ音楽を代表するグループとなった。クロスビーの甘いテナーボイスによる高音パートのハーモニーは、バーズの3部コーラスを特徴づけるもので、リズム・ギタリストとしても独特のカッティングでサウンドに変化をもたらした。また、自作曲では先進的なサウンドや実験的な形式を志向し、シタールの導入、アカペラ、変則チューニング、モード的コード進行など、バーズサウンドの一面を担った。この時期のクロスビーの作品として代表的なものに、「燃えつくせ（Everybody has been burned）」、「ドラフト・モーニング」、「レディ・フレンド」 、「霧の8マイル」（共作）、などがある。 
1967年10月にバーズを脱退。アルバム『名うてのバード兄弟』にて、クロスビーの曲「トライアド」のアルバム収録をメンバーから反対されたことや（※近年のリマスターによる再発でバーズ版も日の目を見るに至っている）、カバー曲「ゴーイン・バック」（ジェリー・ゴフィン＆キャロル・キング作）を採用したことなどが脱退の直接的原因といわれている。
1968年、バッファロー・スプリングフィールドや俳優のピーター・フォンダ等、バーズ在籍時からバンド外での交友が広かったクロスビーは、ジョニ・ミッチェルのファーストアルバムのプロデュース等を経て、元バッファロー・スプリングフィールドのスティーヴン・スティルス、元ホリーズのグラハム・ナッシュと「クロスビー・スティルス&ナッシュ」（通称：CS&N)を結成。
1969年5月、クロスビー・スティルス&ナッシュのファースト・アルバム「クロスビー・スティルス&ナッシュ」を発売、マイルス・デイヴィスにカバーされた「グウィニヴィア（Guinnevere）」、スティルスとポール・カントナー（ジェファーソン・エアプレインのメンバー）との共作で「木の舟（Wooden Ships）」などが収録された。

### 1970年代

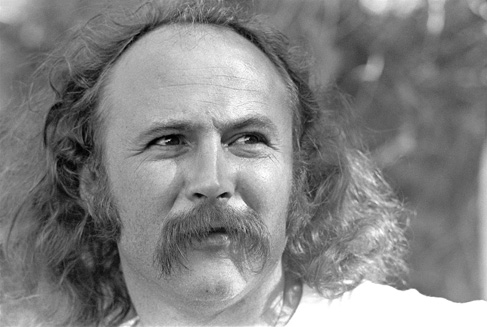
クロスビー&ナッシュ時代 (1976年)

1970年、クロスビー・スティルス&ナッシュにニール・ヤングが参加し、クロスビー・スティルス・ナッシュ&ヤング（通称：CSN&Y）となる。
1970年3月、『デジャ・ヴ』を発表、全米第1位を記録。クロスビーは、アルバムのタイトルナンバーとなったジャジーでプログレッシブな「デジャ・ヴ」、現在ではロック・クラシックとなっている「カット・マイ・ヘア」などの個性的な楽曲を提供し、グループの成功に大きく貢献した。
1971年2月、ジェファーソン・エアプレインやグレイトフル・デッド等が参加した、初のソロアルバム『イフ・アイ・クッド・オンリー・リメンバー・マイ・ネーム』を発表、全米第12位を記録。スキャットを駆使したジャジーな楽曲や、「嘲笑」などの印象的なナンバーを残した。このアルバムのセッションは、The Planet Earth Rock & Roll Orchestra セッションと呼ばれ、後にジェファーソン・エアプレインやグレイトフル・デッドのアルバムにおさめられることになる曲のいくつかの原型が作られた。このアルバムは売上に比して発売当時は批評家からの評判は芳しくなかったが、その後再評価され、現在では当時の雰囲気を称えながらも時代を超えた音楽性と独自の美学で貫かれた精神性が高く評価されている。また、現在フリーク・フォークと称されるジャンルの初期の例としても再評価を受けている。
メンバー間の軋轢からクロスビー・スティルス・ナッシュ&ヤングは活動停止。その後、盟友ナッシュと「クロスビー&ナッシュ」（1972年 - ）として、バーズの再結成（1973年）を挟みつつ活動を行った。クロスビー&ナッシュでは、お互いの曲調を尊重しながら支え合い、アルバムのうち2作を全米10位以内に送り込んだ。
1977年、CSN（クロスビー・スティルス&ナッシュ）を再結成し、アルバム『CSN』リリース。全米第2位を記録。

### 1980年代

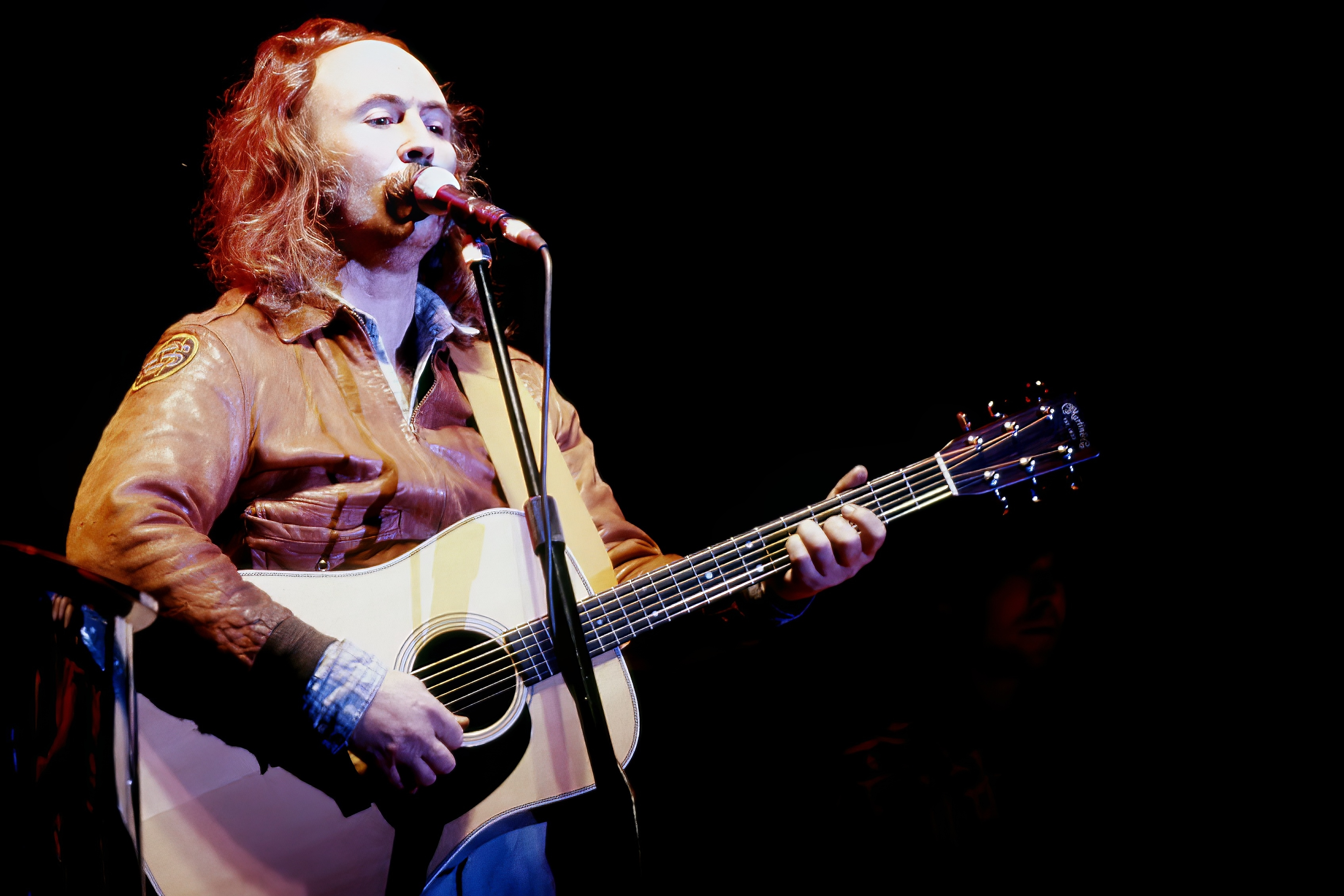
CSN ドイツ・エッセン公演 (1983年6月)

しかし、長年の薬物中毒により創作活動に支障をきたすようになる。当初スティルス＆ナッシュ名義で出される予定であった1982年のCSNの再結成アルバムは、大半の曲でクロスビーのコーラスパートをイーグルスのティモシー・シュミットや、サイモン&ガーファンクルのアート・ガーファンクルのハーモニーで補ったものであった。
アルバム『デイライト・アゲイン』は全米8位のヒットとなり、ツアーも行われたが、クロスビーはライブ演奏中も時折薬物によって酩酊しているような有様であった。
1985年、銃器法違反で実刑判決を受け、刑務所生活の後、薬物中毒の治療を果たし社会復帰。
1988年、クロスビーの社会復帰を祝福するかのように18年ぶりにCSN&Yを再結成し、『アメリカン・ドリーム』発表、全米16位を記録。

### 1990年代

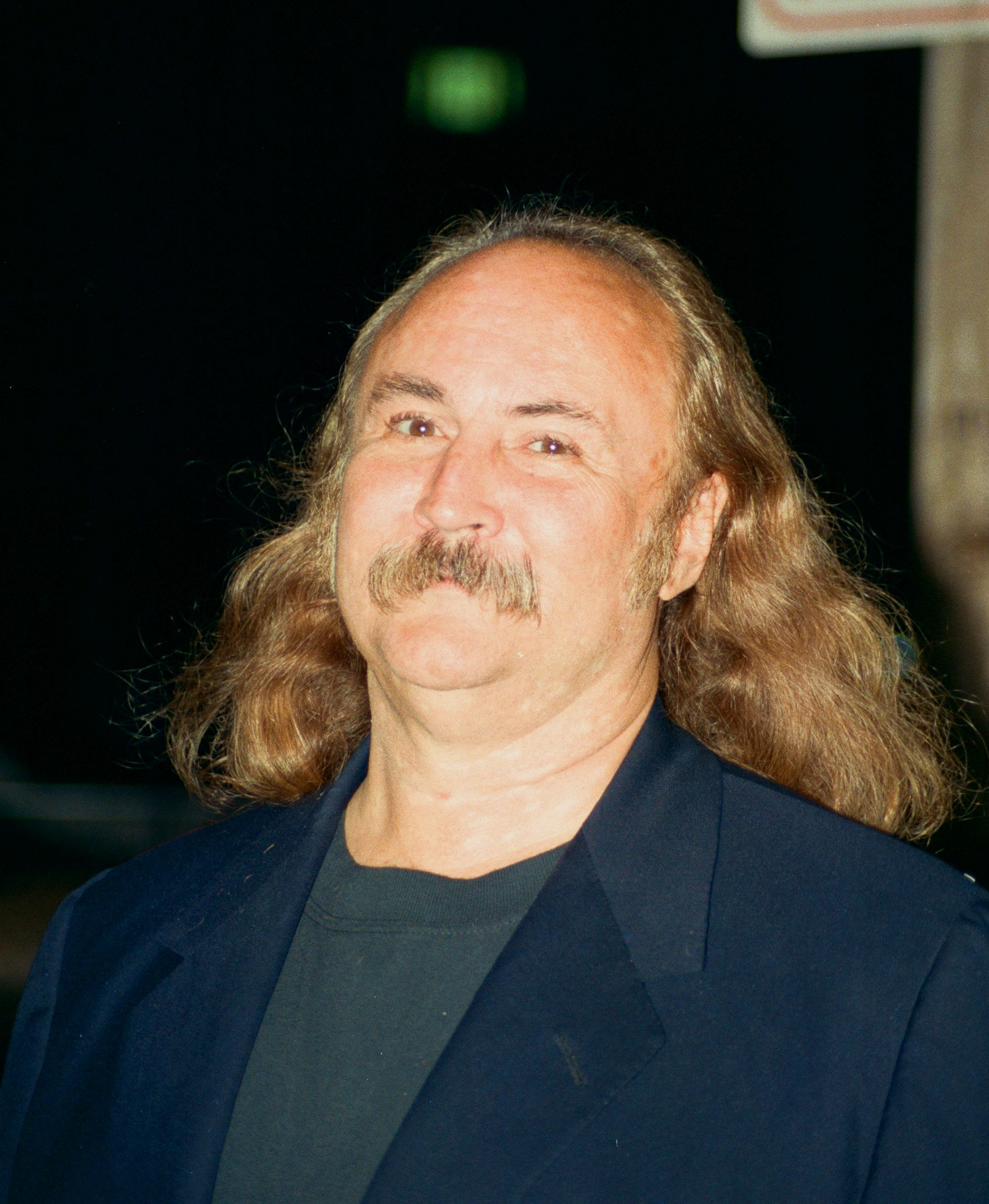
1995年

1991年、クロスビー、スティルス＆ナッシュとして初来日。
ドラッグの後遺症により、1995年肝移植手術。手術をきっかけに、ジェイムス・レイモンドという若い男と会う。彼はクロスビーと1960年代に関係を持ったセリア・クロフォード・ファーガソンと言う女性が養子に出した実の息子であった。レイモンドは以前、実の母親と面会した際、実の父親がクロスビーであることを知らされており、手術のニュースをきっかけに会うことを決心したという。
ジェイムス・レイモンドはクロスビーから受け継いだ遺伝子ゆえなのか、幼少の頃から音楽の才能を開花させ、LAシーンでJAZZ/R&B系アーティストのセッション/ツアー・キーボーディストとして、またTVや映画の音楽作家として活躍し始めていたところであった。
実の親子は再開をきっかけに次第に交流を深め、その後、ジェイムス・レイモンド(キーボード)、ジェフ・ピーヴァー(ギター)とのユニット「CPR」を結成。モントレー・ジャズ・フェスティバルへの出演等も含め精力的にツアーをこなした。CPRは活動中に2枚のオリジナル・アルバムと2枚のライブ盤を発表し、スティーリー・ダンに近いジャジーなサウンドは高い評価を得たが、インディーズからの発表でヒットにはつながらず、2004年に解散した。

### 2000年代
2004年、断続的に行われていたCPRの3枚目のアルバム・セッションは、クロスビー＆ナッシュのアルバム・セッションとして再開され、約30年ぶりとなるアルバムを2枚組で「クロスビー・ナッシュ」として発表。全米142位を記録。
2000年代はCSN（2003年、2005年、2007年、2008年、2009年）または、CSN&Y（2000年、2002年、2006年）でのライブツアーを中心に活動していた。
2006年、クロスビーとナッシュはデヴィッド・ギルモアのサード・ソロアルバム『オン・アン・アイランド』のバッキング・ヴォーカルを務めた。同アルバムは2006年3月にリリースされ、全英チャート1位を獲得。彼らはまた、2006年5月にロンドンのロイヤル・アルバート・ホールで行われたギルモアのコンサートで共演し、2007年のギルモアのDVD『覇響』で見ることができるように、アメリカでも一緒にツアーを行った。また、ジョン・メイヤーの2012年のアルバム『Born and Raised』のタイトル曲でバック・ボーカルを務めている。

### 2010年代

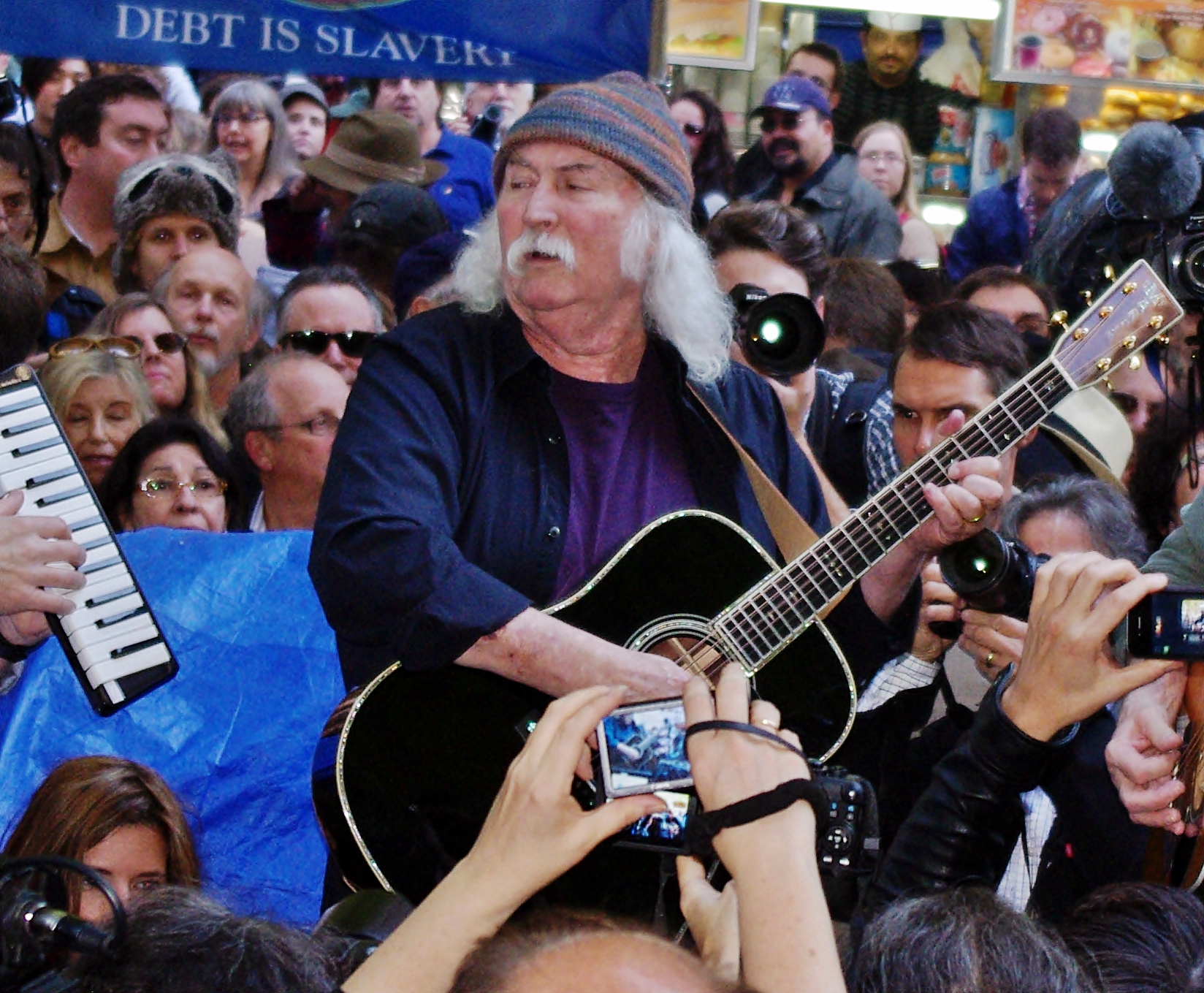
「ウォール街を占拠せよ」に参加するクロスビー (2011年)

2014年、実に約20年ぶりとなるアルバム『Croz』を発表。実の息子、ジェイムス・レイモンドとの共作が多く収められており、レイモンドはプロデュースも担当した。全米36位を記録。
2015年、クロスビー、スティルス＆ナッシュとして三度目の来日。
2016年、クロスビー・スティルス＆ナッシュ、クロスビー&ナッシュ等と平行して、精力的に音楽活動を続けてきたが、クロスビーとニール・ヤング、クロスビーとグラハム・ナッシュとの不仲から、クロスビー・スティルス＆ナッシュ（クロスビー・スティルス・ナッシュ＆ヤング）の活動停止がグラハム・ナッシュからアナウンスされた。
同年10月、ジャズ・フュージョングループのスナーキー・パピーとの交流を経て、リーダーのマイケル・リーグとのコラボレーションに発展し、ソロ・アルバム『Lighthouse』をリリース。全米117位を記録。また、英MOJO誌の2016年の年間ベスト・アルバム TOP50にランクインされた。

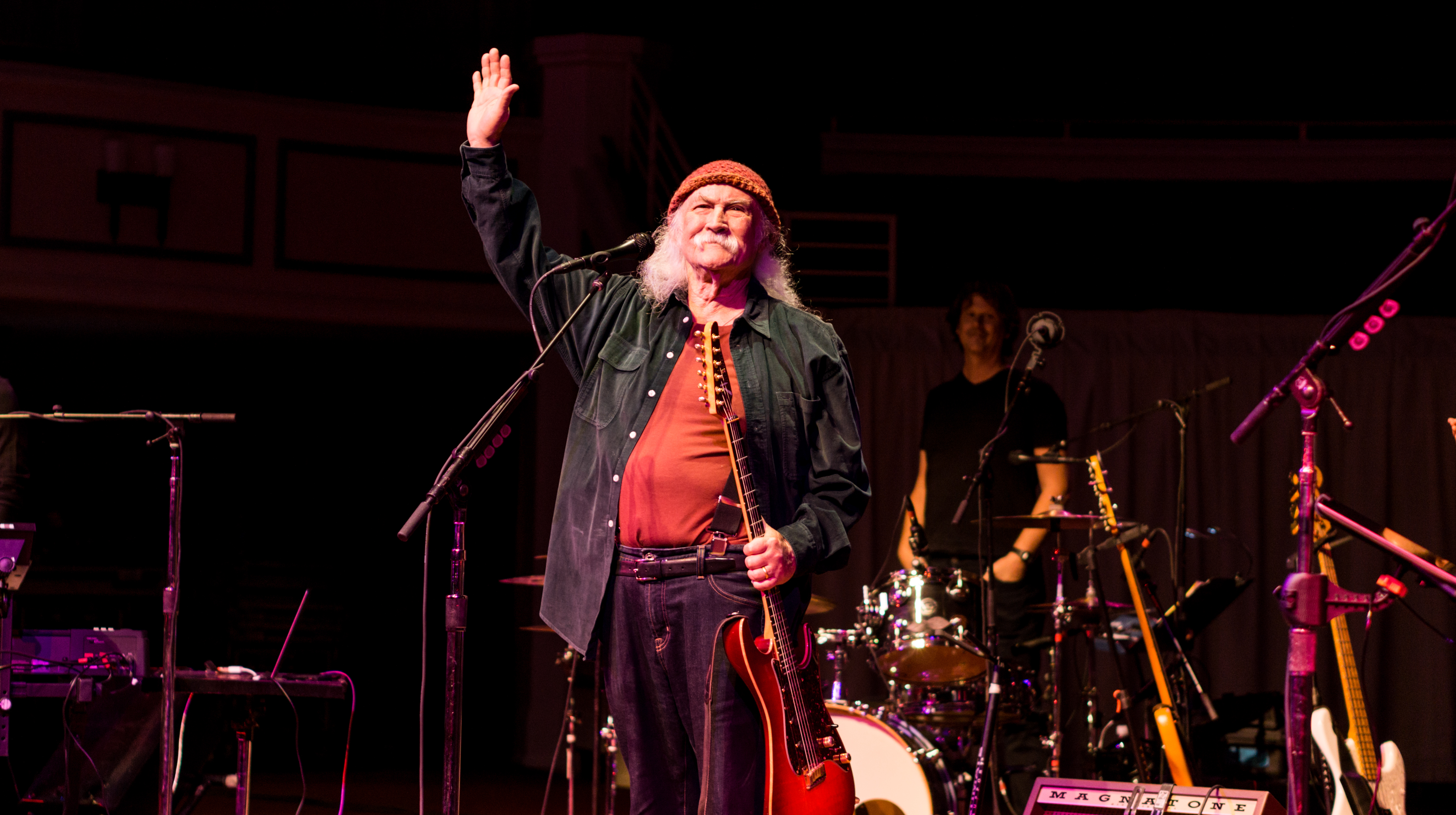
USAインディアナポリス公演 (2017年11月)

2017年9月にアルバム『Sky Trails』（ジェイムス・レイモンドのプロデュース）を発表。Billboard 200ではチャートインしなかったものの、Independent Albumsチャートでは10位、Americana/Folk Albumsチャートでは11位、Top Album Salesでは57位を記録した。
2018年10月、『Lighthouse』でのマイケル・リーグとのコラボレーションを発展させ、同アルバムに参加していた、ベッカ・スティーヴンス、ミシェル・ウィリスとの共同制作によるニューアルバム『Here If You Listen』をリリース。BillboardチャートのIndependent Albumsチャートでは12位、Top Album Salesでは87位、UKチャートで88位を記録した。
2019年1月26日、サンダンス映画祭でドキュメンタリー映画『デヴィッド・クロスビー:リメンバーマイネーム』が公開された。

### 2020年代
2021年3月、コロナウィルス影響下に於いて、アイコニック・アーティスツ・グループに、全バック・カタログの出版権と録音された音楽の権利を売却。「目下のところ、ライヴ活動が出来ないことを考えると、この契約は私と家族にとって有り難いものであり、アイコニック・アーティスツ・グループが契約相手として最良であると信じています」と発言。
2021年7月、アルバム『For Free』を発表。この間ジェイムス・レイモンドとの制作を進めていたもので、プロデューサーを務めたレイモンドとの共作のほか、マイケル・マクドナルドやドナルド・フェイゲンとの共作曲、サラ・ジャローズとのデュエットなど大物や若手ミュージシャンとの共演が話題をさらった。BillboardチャートのAmericana/Folk Albumsチャートでは10位、Album Salesでは16位、UKチャートで57位を記録した。また、英MOJO誌の「2021年の年間ベスト・アルバム TOP75」にランクインされた。
クロスビーの生前最後のリリースとなったのが、バンドのツアー中に録音されたライブ・アルバム『ライブ・アット・ザ・キャピトル・シアター』で、2022年10月4日にリリースされた。
クロスビーは2023年1月18日水曜日の夜、81歳で死去した。「おそらくかなり早く死ぬだろう」と考えていたクロスビーは、少なくとも死の3年前から、カリフォルニア州サンタイネズの自分の馬牧場で行われる葬儀を計画しており、元バーズとCSNのバンドメイトが出席するように和解することを望んでいた。クロスビーは死去の約10日前にグラハム・ナッシュにヴォイスメールで連絡を取り、謝罪に関する話し合いの希望を告げていた。ナッシュも前向きに話すつもりで承諾のメールを送り、話し合いの準備をしていた。結果として連絡は出来なかったが、関係修復のための行動も起こしていた。家族からの声明では「長い病気の後に」死んだと述べた。しかし、友人や同僚は彼の死を「突然」と表現し、クロスビーは死の日まで活動的で、ツアーや新しいアルバムの計画に取り組んでいたと述べた。彼の死はコロナウィルスの合併症によるものだという噂が流れた。1月23日に、スティーブン・スティルスの元妻ヴェロニク・サンソンはフランスのテレビに出演して、クロスビーはコロナの合併症で睡眠中に死亡したと述べた。"彼は5日目に昼寝をしに行き、そのまま起きなかった"。彼女とスティルスの息子であるクリス・スティルスは2月にクロスビーとツアーを行う予定であった。

## 逸話

### 家族
クロスビーは1962年にセリア・クロフォード・ファーガソンとの間に息子ジェームス・レイモンドをもうけた。レイモンドは養子に出されたが、成人後にクロスビーと再会した。1997年以降、レイモンドはCPRのメンバーとして、また、クロスビー&ナッシュ、クロスビー、スティルス&ナッシュのツアーバンドの一員として、ステージやスタジオでクロスビーと共演するようになった。クロスビーには他に3人の子供がいた。ジャッキー・ガスリーとの娘エリカ、元恋人のデビー・ドノヴァンとの娘ドノヴァン・クロスビー、そして、クロスビーの妻のジャンとの息子、ジャンゴ・クロスビーである。
クロスビー（当時45歳）は1987年5月、ロサンゼルスのハリウッド宗教科学教会（英語: Religious Science）でジャン・ダンス（当時35歳）と結婚した。バンドメイトのスティーヴン・スティルスが花嫁を見送った。
クロスビーの兄（1937年生）で、彼にギターを教え、一緒に音楽活動を始めたイーサン・クロスビーは1997年末から1998年初めに自殺した。イーサンが遺体を探さず、地球に還らせるようにと書き残したため、日付は不明。彼の遺体は数ヵ月後の1998年5月に発見された。
2000年1月、メリッサ・エーサリッジは、パートナーのジュリー・サイファーとの子供の為にクロスビーが精子提供者として人工授精を行ったことを発表した。2020年5月13日、イーサリッジは自身のTwitterで、彼女とサイファーの息子ベケットがオピオイド中毒に関する原因で21歳の若さで死亡したことを発表した。

### 映画及びTV出演
1990年代前半、クロスビーは『ジョン・ラロケット・ショー』のいくつかのエピソードにゲスト出演し、ラロケットのアルコール依存症（AA）の世話役として出演した。また、『ロザンヌ』のエピソードでは、ボニー・ブラムレットが演じるロザンヌの同僚の歌手の夫として出演した。そのエピソードで彼はダニー・シェリダン作曲の「Roll On Down」を歌った。エレンのエピソード「Ellen Unplugged」では、ロックンロール・ファンタジー・キャンプの手伝いをしていた。また、1991年の映画『フック』では海賊役、1991年の映画『バックドラフト』では1970年代のヒッピー役、1992年の映画『サンダーハート』ではバーテンダー役として出演している。また、クロスビーはザ・シンプソンズの2つのエピソード、「Marge in Chains」と「Homer's Barbershop Quartet」で声優を務めている。

### 犯罪歴
1985年にいくつかの薬物と武器犯罪で有罪判決を受け、クロスビーはテキサス州の刑務所で9ヶ月服役した。罪にはヘロインとコカインの所持に関するものも含まれていた。
その後、1985年にクロスビーはカリフォルニア州で飲酒運転、ひき逃げ運転事故、拳銃と麻薬の所持で逮捕された。彼はマリン郡郊外のフェンスに車で突っ込んだ後に逮捕され、警官が彼の車から45口径の拳銃とコカインを発見した。
2004年3月7日、クロスビーは第3級武器の犯罪的所持、狩猟用ナイフの不法所持、弾薬の不法所持、約1オンスのマリファナの不法所持で起訴された。彼はニューヨークのホテルの部屋にその品物を置いていった。当局によると、「ホテルの従業員が身分証明のためにスーツケースを調べ、約1オンスのマリファナ、ローリングペーパー、2本のナイフ、45口径の拳銃を発見した」という。クロスビーは鞄を受け取りにホテルに戻ったところで逮捕された。刑務所で12時間を過ごした後、3500ドルの保釈金で釈放された。クロスビーは2004年7月4日、ニューヨーク州最高裁判所において、武器の犯罪的所持未遂の罪を認め、5000ドルの罰金刑を受け、実刑を受けなかった。検察は、拳銃がカリフォルニア州で登録されており、発見されたとき荷物の中に安全に収納されていたため、武器所持罪についてより厳しい処罰を求めなかった。マリファナの不法所持の罪は却下された。クロスビーは、罰金を支払い、再び逮捕されないことを条件に、裁判所から釈放された。

### その他
- これまでにバーズ、CSN&Yとして、2度のロックの殿堂入りを果たしている。
- 交友が広く、様々な逸話を残している。ビートルズのジョージ・ハリスンにシタールを紹介したほか、ビーチボーイズのブライアン・ウィルソンにヴァン・ダイク・パークスを紹介したこと等が知られている。ジャクソン・ブラウンやジョニ・ミッチェルのデビューに尽力するなど、若手の発掘にも積極的であった。
- Twitterの愛好家として知られていた。「エドワード・ヴァン・ヘイレン」死去時の発言[8]などにより幾度か炎上も経験している。死去する日までツイートを続けていた。

## ディスコグラフィ

### ソロ
- 「イフ・アイ・クッド・オンリー・リメンバー・マイ・ネーム」If I Could Only Remember My Name....（1971）
- 「オー・イエス・アイ・キャン」Oh Yes I Can (1989)
- 「サウザンド・ローズ」Thousand Roads (1993)
- 「カミング・バック」It's All Coming Back to Me Now (Live) (1995)
- 「Voyage」(2006) (ベスト盤ボックスセット)
- 「Croz」(2014)
- 「ライトハウス」Lighthouse (2016)
- 「スカイ・トレイル」Sky Trails (2017)
- 「ヒア・イフ・ユー・リッスン」Here If You Listen (2018)
- 「フォー・フリー」For Free (2021)
- 「ライブ・アット・ザ・キャピトル・シアター」Live at the Capitol Theater (Live) (2022)

### Les Baxter's Balladeers
シングル
- 「Go Tell It On The Mountains/How Shall I Send Thee/Carol Of The Bells/Joy To The World」(1965) – 4曲入りマキシシングル
- 「Linin' Track / Baiion」(1965)
- 「Sail Away Ladies / Que Bonita Bandera」(1965)
- 「Michelle / Little Girl Lonely」(1965)

### The Byrds
- 「ミスター・タンブリン・マン」(1965)
- 「ターン・ターン・ターン」 (1965)
- 「霧の5次元」 (1966)
- 「昨日よりも若く」 (1967)
- 「名うてのバード兄弟」 (1968) ※クレジットなし
- 「オリジナル・バーズ」(1973)

### Crosby, Stills & Nash
- 「クロスビー、スティルス&ナッシュ」(1969)
- 「CSN (アルバム)」(1977)
- 「デイライト・アゲイン」(1982)
- 「Allies」(1983)
- 「リヴ・イット・アップ」(1990)
- 「アフター・ザ・ストーム」(1994)

### Crosby, Stills, Nash & Young
- 「デジャ・ヴ」(1970)
- 「4ウェイ・ストリート」(1971) (LIVE)
- 「アメリカン・ドリーム」(1988)
- 「ルッキング・フォワード」(1999)

### Crosby & Nash
- 「グラハム・ナッシュ=デイヴィッド・クロスビー」(1972)
- 「ウィンド・オン・ザ・ウォーター」(1975)
- 「ホイッスリング・ダウン・ザ・ワイヤー」(1976)
- 「Crosby & Nash Live」(1977) (LIVE)
- 「The Best Of Crosby & Nash」(1978)
- 「Another Stoney Evening」(1997)
- 「クロスビー * ナッシュ」(2004)

### Crosby, Pever & Raymond (CPR)
- 「CPR Live At Cuesta College」(1998) (Live)
- 「CPR」(1998)
- 「JUST LIKE GRAVITY」(2000)
- 「CPR Live At Wiltern」(2001) (Live)